# Imagineering
Imagineering var ett amerikanskt datorspelföretag som fanns från 1986 till 1992 innan den gick in i Absolute Entertainment som sedan hanterade utveckling och publicering av datorspel under de återstående tre åren.

## Speltitlar

### 1988
- Commando (Atari 2600)
- Crossbow (Commodore 64)
- Double Dragon (Atari 2600, Atari 7800)

### 1989
- Ikari Warriors (Atari 2600, Atari 7800)
- Stealth ATF (NES)

### 1990
- Sentinel (Atari 2600, 7800)
- Destination Earthstar (NES)
- Ghostbusters II (NES)
- My Golf (Atari 2600)

### 1991
- Attack of the Killer Tomatoes (NES)
- The Simpsons: Bart vs. the Space Mutants (NES)
- The Simpsons: Bart vs. the World (NES)
- Bart Simpson's Escape from Camp Deadly (Game Boy)
- Family Feud (NES)
- Flight of the Intruder (NES)
- Jeopardy! Featuring Alex Trebek (NES)
- Home Alone (SNES, Game Boy)
- Barbie (NES)

### 1992
- The Adventures of Rocky and Bullwinkle and Friends (Game Boy, Sega Genesis, SNES)
- Bartman Meets Radioactive Man (NES)
- Home Alone 2: Lost in New York (NES, SNES)
- Swamp Thing (NES, Game Boy)
- Mouse Trap Hotel (Game Boy)
- Ghoul School (NES)
- Barbie (Game Boy)

### 1993
- The Ren & Stimpy Show: Buckaroo$! (NES)